# Kecamatan Bunta
Kecamatan Bunta är ett distrikt i Indonesien.   Det ligger i provinsen Sulawesi Tengah, i den nordöstra delen av landet, 1 800 km öster om huvudstaden Jakarta.